# اشعیا در نوشتارهای ربانی
نوشتارهای ربانی یهودی در مورد اشعیا مطالب زیادی بیان می‌کنند. این نوشتارهای اطلاعات بیشتری نسبت به آنچه در کتاب مقدس بیان شده است اضافه می‌کنند.

## تبار
بر اساس نوشتارهای حاخامها، اشعیا از نسل یهودا و تامار بود. پدر او پیامبر بود و برادر پادشاه امزیاه بود.

## انتخاب به پیامبری
وقتی اشعیا در حال راه رفتن بود صدای خدا را شنید که "چه کسی را به پیامبری انتخاب کنم؟"، اشعیا گفت "مرا انتخاب کن، مرا بفرست". خدا به او گفت "فرزندان من حساس و مشکلدار هستند. اگر آماده هستی که به تو بی احترامی شود، حتی توسط آنان کتک بخوری، می‌توانی پیام من را قبول کنی، اگر نه بهتر است اینکار را کنار بگذاری". اشعیا این مسئولیت را قبول می‌کند. اشعیا می‌گوید "من در بین مردمانی با لبهای کثیف حرکت می‌کنم".

## مرگ اشعیا
تلمود روایت می‌کند که اشعیا توسط شاه مناسه کشته می‌شود. شاه مناسه به او می‌گوید که موسی می‌گوید که هیچکس نمی‌تواند خدا را ببیند و زنده بماند؛ ولیکن تو می‌گویی که خدا را بر عرش او دیده‌ای. اشعیا می‌گوید من میدانم که تو توضیح من را نخواهی پذیرفت. او سپس نام خدا را بر زبان میاورد و درخت سروی باز می‌شود و اشعیا در آن ناپدید می‌شود. شاه مناسه دستور می‌دهد که درخت سرو بریده شود و وقتی اره به دهان اشعیا می‌رسد، اشعیا می‌میرد. در واقع مناسه او را به خاطر اینکه گفته بود "من در بین مردمی با لبهای کثیف حرکت می‌کنم" مجازات می‌کند.